# Matias Peinado
Matias Peinado Greco (Campana, 1986) è un giocatore di football americano argentino, che gioca come safety per gli Oxford Saints.

## Palmarès
- 1 Torneio Guerrero de Los Andes (Corinthians Steamrollers, 2014)
- 2 Torneio Touchdown (Corinthians Steamrollers, 2011, 2012)
- 7 Campeonato Paulista de Futebol Americano (Corinthians Steamrollers, 2011, 2012, 2013, 2014; Lusa Lions, 2016, 2017, 2018)
- 3 Super Copa São Paulo de Futebol Americano (Corinthians Steamrollers, 2012, 2013, 2014)